# Ammonite
Ammonite is een Brits-Australische biografische dramafilm uit 2020 die geschreven en geregisseerd werd door Francis Lee. De hoofdrollen worden vertolkt door Kate Winslet en Saoirse Ronan.

## Verhaal
In de jaren 1840 is de autodidactische paleontologe Mary Anning aan de kust van Lyme Regis op zoek naar fossielen die ze aan toeristen kan verkopen om zichzelf en haar moeder te onderhouden. Op een dag vraagt de rijke wetenschapper Roderick Murchison haar om voor zijn echtgenote Charlotte te zorgen. Ondanks hun conflicterende persoonlijkheden en sociale achtergronden, krijgen Mary en Charlotte gevoelens voor elkaar.

## Rolverdeling
| Acteur           | Personage           |
| ---------------- | ------------------- |
| Kate Winslet     | Mary Anning         |
| Saoirse Ronan    | Charlotte Murchison |
| Fiona Shaw       | Elizabeth Philpot   |
| James McArdle    | Roderick Murchison  |
| Gemma Jones      | Molly Anning        |
| Alec Secăreanu   | Dr. Lieberson       |
| Claire Rushbrook | Eleanor Butters     |
| Harvey Scrimshaw | Callow Youth        |

## Productie
In december 2018 raakte bekend dat filmmaker Francis Lee een script over de liefdesrelatie tussen paleontologe Mary Anning en een rijke, Londense vrouw geschreven had en werden Kate Winslet en Saoirse Ronan aangekondigd als hoofdrolspeelsters. In de daaropvolgende maanden uitten enkele nabestaanden van Anning kritiek op de aankondiging dat Anning als een lesbische vrouw zou afgebeeld worden, aangezien er volgens hen geen enkel historisch bewijs voor was. Lee verdedigde op Twitter zijn filmproject en merkte onder meer op dat er ook geen enkel historisch bewijs was dat Anning heteroseksueel was. Later tweette hij in het kader van van de film ook dat 'geschiedenis een creatieve discipline is gebaseerd op interpretaties'.
Omdat Winslet en Ronan zo onder de indruk waren van God's Own Country (2017), de debuutfilm van Lee, gingen ze akkoord met vijf maanden repetities voor Ammonite. De opnames gingen in maart 2019 van start in Lyme Regis (Dorset), de geboorteplaats van Anning, en eindigden op 29 april 2019.

## Release
De Britse distributierechten werden in februari 2019 verkocht aan Lionsgate. Een jaar later werden de Amerikaanse distributierechten voor 3 miljoen dollar verkocht aan Neon.
Oorspronkelijk zou de film in mei 2020 in première gaan op het filmfestival van Cannes, maar het festival werd vanwege de coronapandemie geannuleerd. De release werd nadien uitgesteld tot het internationaal filmfestival van Toronto (TIFF), waar de film op 11 september 2020 in première ging.